# Налоговое управление Республики Сербия
Налоговое управление министерства финансов Республики Сербии (серб. Пореска управа Министарство финансиј Републике Србије) — подразделение республиканского органа исполнительной власти Сербии, отвечающее за формирование и соблюдение фискальной политики этой страны. Действующий руководитель — директор Драган Маркович. Крупнейшим зарегистрированным налогоплательщиком по состоянию на конец 2013 года стала компания Нефтяная индустрия Сербии, перечислившая за год в виде различных бюджетных отчислений 92 миллиарда динаров, что составляет почти 11 % бюджета Республики.

## Функции
Кроме основной задачи, в функции Налогового управления входит:
- ведение учёта налогоплательщиков путем присвоения ПИБ (серб. порески идентификациони број — аналог ИНН в России) и составление единого реестра налогоплательщиков;
- осуществление функций налогового учёта и контроля;
- меры по плановому, регулярному или принудительному взысканию налогов и сборов;
- выявление и пресечение налоговых преступлений и совершивших их лиц;
- подача запроса о возбуждении уголовного дела за налогового правонарушения;
- осуществление международного сотрудничества об избежании двойного налогообложения;
- разработка и поддержание в актуальном состоянии информационную систему по налогообложению;
- осуществление внутреннего контроля за сотрудниками налоговых органов в отношении исполнения ими должностных обязанностей, а также в тех случаях, когда обнаруживаются факты их незаконного поведения;
- проведение аудита своих подразделений на основе республиканского законодательства и международным стандартам внутреннего аудита в государственном секторе;
- оказание экспертной помощи налогоплательщикам в применении налогового законодательства;
- обеспечивает прозрачность своих операций;
- решение других задач в соответствии с законодательством.

## Новые формы и направления работы
В стремлении сформировать новые потоки поступления платежей в бюджет и стабилизировать существующие, налоговое управление Сербии предпринимает активную деятельность, направленную на собираемость налогов. Начиная с середины 2016 года проводится кампания по сбору информации от граждан для выявления собственников жилья, сдающих его нелегально. По данным фискальных органов от 160 тысяч до 250 тысяч объектов недвижимости приносят своим хозяевам доходы, которые не включаются теми в налоговые декларации. Штрафы за данное правонарушение в Сербии сейчас составляют от 15 000 до 150 000 динаров. Налог на подобный доход взимается по ставке 20 %. В это же время работники налоговых органов начали массовую остановку работы автозаправочных станций. Поводом для этого мог стать любой случай административного или уголовного правонарушения, выявленный при однократной проверке: невыдача фискального чека, трудоустройство персонала без надлежащего оформления, отсутствие действительной документации на горюче-смазочные материалы и так далее. В результате активных действий налоговиков была остановлена работа 100 заправок Сербии. При этом у станций размещались крупные информационные стенды о причинах закрытия, что добавляло дополнительный негатив репутации данного бизнеса
. Широкий общественный резонанс получили случаи проверки обоснованности владения популярными деятелями шоу-бизнеса (Елена Карлеуша, Сандра Африка, Здравко Чолич и другие) такими атрибутами, как яхты, виллы, лимузины. При этом никто из артистов не представил декларации, обосновывающие источники приобретения предметов роскоши.